# Мішель Брюссо
Мішель Брюссо (фр. Michel Brusseaux, 19 березня 1913, Оран — 28 лютого 1986) — французький футболіст, що грав на позиції нападника, зокрема, за клуб «Сент-Етьєн», а також національну збірну Франції. По завершенні ігрової кар'єри — тренер.
Чемпіон Франції. 

## Клубна кар'єра
У футболі дебютував виступами за алжирську команду «Хаммам Бу-Хаджа». 
Згодом з 1936 по 1939 рік грав у складі команд «Ніцца» та «Сет». Протягом цих років виборов титул чемпіона Франції.
Своєю грою за останню команду привернув увагу представників тренерського штабу клубу «Сент-Етьєн», до складу якого приєднався 1939 року. Відіграв за команду із Сент-Етьєна наступні вісім сезонів своєї ігрової кар'єри.
Завершив професійну ігрову кар'єру у клубі «Нансі», за команду якого виступав протягом 1947—1948 років.

## Виступи за збірну
1938 року дебютував в офіційних матчах у складі національної збірної Франції. Протягом кар'єри у національній команді провів у її формі 1 товариський матч проти англійців (2-4).
У складі збірної був учасником чемпіонату світу 1938 року у Франції.

## Кар'єра тренера
Розпочав тренерську кар'єру, повернувшись до футболу після невеликої перерви, 1957 року, очоливши тренерський штаб клубу «Аяччо». Досвід тренерської роботи обмежився цим клубом.
Помер 28 лютого  1986 року на 73-му році життя.

## Титули і досягнення
- Чемпіон Франції (1):

«Сет»: 1938-1939